# خورشیدفرشته گلونارنجی

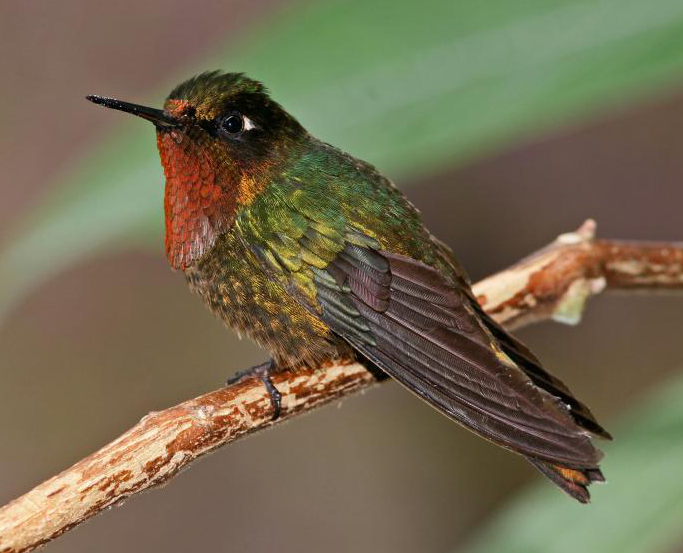
خورشید فرشته گلو نارنجی

خورشیدفرشته گلونارنجی (نام علمی: Heliangelus mavors) گونه‌ای مرغ مگس در تبار خورشیدفرشته‌تباران (Lesbiini) از زیرتیرهٔ خورشیدیان (Lesbiinae) است که در کلمبیا و ونزوئلا یافت می‌شود.